# NGC 6010
NGC 6010 (другие обозначения — UGC 10081, MCG 0-40-13, ZWG 22.48, PGC 56337) — линзовидная галактика в созвездии Змеи.
Этот объект входит в число перечисленных в оригинальной редакции «Нового общего каталога».
Галактика видна с ребра. Дисперсия скоростей звёзд монотонно уменьшается от 170 км/с в центре до 100 км/с в диске. Не проявляет сильных эмиссионных линий, видны лишь узкие слабые эмиссионные линии в самом центре. В галактике обнаружен нейтральный водород, но не наблюдается никаких признаков недавнего звездообразования. Возраст звёзд в ядре ок. 9 млрд лет, в балдже ок. 8 млрд лет, в диске на расстоянии 20...40 секунд дуги от центра — ок. 5 млрд лет.